# Plator soastus
Espèce
Plator soastus est une espèce d'araignées aranéomorphes de la famille des Trochanteriidae.

## Distribution
Cette espèce est endémique de la province de Khyber Pakhtunkhwa au Pakistan,. Elle se rencontre dans le district de Swat.

## Description
La femelle holotype mesure 8,15 mm

## Systématique et taxinomie
Cette espèce a été décrite par Zamani et Marusik en 2022.

## Publication originale
- Zamani & Marusik, 2022 : « A new species of Plator Simon, 1880 from Pakistan, with a supplementary description of P. pandeae Tikader, 1969 (Araneae: Trochanteriidae). » Revue Suisse de Zoologie, vol. 129, no 2, p. 297-301.